# Пейніт
Пейніт — мінерал з класу боратів. Уперше був виявлений в Могоке (Бірма, нині М'янма) в 1956 році. Назву отримав на честь свого першовідкривача — британського мінералога Артура Пейна.
Хімічний аналіз показав, що пейніт містить кальцій, цирконій, бор, алюміній і кисень (CaZrBAl9O18). Мінерал містить також сліди хрому і ванадію. Колір пейніту від помаранчево-червоного до коричнево-червоного, як у топазу, завдяки слідами заліза. Природні кристали мають гексагональну форму, і до кінця 2004 року тільки два вдалося огранити.
Довгі роки існувало лише три маленьких кристали пейніту. До 2005 року в світі налічувалося менше 25 відомих кристалів пейніту. У 2006 році було відкрито ще одне родовище на півночі М'янми. Але велика частина добутих у цьому місці каменів відрізняється за якістю від тих, що видобували раніше. Це темні, непрозорі, неповні кристали. Є надія, що розкопки в цьому районі принесуть більше кристалів пейніту.
Спочатку багато відомих кристалів пейніту були в приватних колекціях, а решта були поділені між Британським музеєм природознавства, гемологічним інститутом Америки, Каліфорнійським інститутом технології і Науково-дослідною лабораторією дорогоцінного каміння в Люцерні (Швейцарія). Занесений в Книгу рекордів Гіннеса як найрідкісніший мінерал у світі. Вартість сягає 241 тис. євро за грам.